# Swingman
Swingman – nieoficjalna pozycja koszykarska dla zawodnika który może grać z takim samym powodzeniem na pozycjach small forward i shooting guard. Pochodzi od angielskiego swing co można tłumaczyć jako zmieniać, kiwać, wahać, poruszać i man, czyli człowiek. W wolnym tłumaczeniu można rozumieć termin swingman jako gracza swobodnie balansującego między pozycjami.